# Krottenalm
Die Vordere Krottenalm und die Hintere Krottenalm bilden ein Almensemble in den Bayerischen Voralpen. Sie liegen beide im Gemeindegebiet von Lenggries.
Das Almgebiet erstreckt sich von der Vorderen Krottenalm in einem Kessel beim Beigenstein bis hinab zu offenerem Hanggelände bei der Vorderen Krottenalm.
Erreicht werden können die Almen aus dem Schwarzenbachtal oder über Kammwege vom Brauneck.

## Galerie

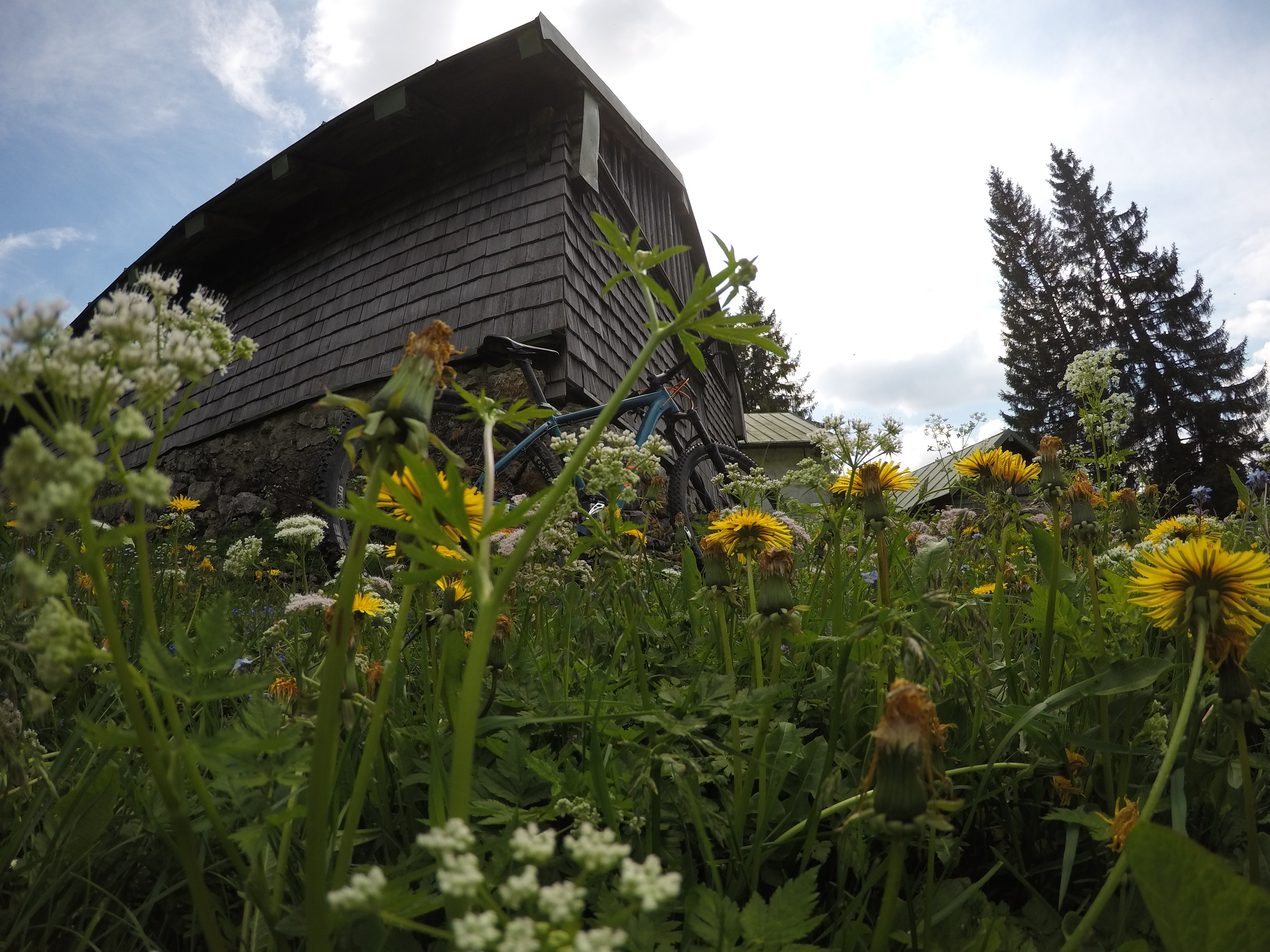
Vordere Krottenalm